# Friedrich Thielen
Georg Friedrich Thielen (* 25. September 1916 in Bremen; † 11. Juni 1993 ebenda) war ein deutscher Politiker (CDU, später DP, GDP und NPD).

## Ausbildung und Beruf
Nach dem Besuch einer Handelsschule arbeitete Thielen in der väterlichen Ziegelei. 1936 bis 1943 war er Besitzer eines Sägewerkes in Osterode am Harz. Während des Zweiten Weltkriegs war Thielen in der besetzten Ukraine für die Ziegeleien-Treuhandverwaltung von vier Ziegeleien in Kriwoj Rog tätig. Von 1943 bis Kriegsende war er Soldat. 1946 baute er eine eigene Platten- und Schnellbaufabrik Bremer Betonwerk auf und war Gesellschafter und Aufsichtsratsvorsitzender verschiedener Wohnungsbaugesellschaften.

## Politik
1946 wurde Thielen Mitglied der CDU, für die er 1947 in die Bremische Bürgerschaft einzog. 1952 erhielt er die Konrad-Adenauer-Medaille für die Tätigkeit in der CDU.
Wenige Monate vor der Bürgerschaftswahl 1959 verließen Thielen, Elisabeth Loesche und Cäcilie Triebel die CDU-Fraktion und wechselten zur Deutschen Partei über. Thielen wurde nach der Fusion mit dem GB/BHE kurzfristig Mitglied der Gesamtdeutschen Partei, bevor er 1962 zu der Gruppe stieß, die die DP (vor allem in Niedersachsen und Bremen) weiterführte, und wurde Landesvorsitzender in der Hansestadt. Mit ihm als Spitzenkandidaten gelang der DP 1963 letztmals der Einzug in ein Landesparlament.
1964 beteiligte sich Thielen mit der kompletten DP-Fraktion der Bremischen Bürgerschaft an der Gründung der NPD und wurde deren erster Bundesvorsitzender. Rechtskonservativ eingestellt, verließ er 1967 die NPD wieder, nachdem sich im innerparteilichen Machtkampf der extreme, nationalistische Flügel unter Adolf von Thadden durchgesetzt hatte. Thielen gründete daraufhin die Nationale Volkspartei (NVP) in der Hoffnung, die NPD zu dezimieren; allerdings erklärten nur 50 ihm Gleichgesinnte aus der NPD den Übertritt in die neue Partei; so wenige, dass Thielen selbst nicht daran glaubte, mit dieser Neugründung zu reüssieren, weshalb er es vorzog, bei der Wahl zur Bremischen Bürgerschaft im Oktober 1967 doch lieber unter dem Dach der DP, allerdings erfolglos, anzutreten. Lediglich 0,9 Prozent der Stimmen reichten für die DP nicht zum Einzug in die Bürgerschaft.

## Privates
Thielen war seit dem 31. Mai 1960 verheiratet. Die Eheschließung fand in Bremen-Vegesack statt. Die Ehe wurde geschieden. Friedrich Thielen starb am 11. Juni 1993 Uhr im Zentralkrankenhaus Bremen-Nord im Alter von 76 Jahren. Er wohnte zuletzt in Bremen-Nord.